# Battus philetas
Battus philetas is een vlinder uit de familie van de pages (Papilionidae). De wetenschappelijke naam van de soort is voor het eerst geldig gepubliceerd in 1869 door William Chapman Hewitson. Deze naam wordt wel beschouwd als een synoniem van Battus madyes.